# ミュゼプラチナム
ミュゼプラチナム（Musee Platinum）は、東京都千代田区に本社を置く新生ミュゼプラチナム株式会社が運営するエステティックサロンを中心とした美容関連事業のブランド。「ミュゼ」ブランドを幅広く展開し、主に美容脱毛サロン「ミュゼプラチナム」の運営と管理、化粧品の商品開発や販売を行っている。
旧運営企業の株式会社ミュゼプラチナムは、2023年4月に船井電機・ホールディングスの買収により船井電機グループ傘下に入ったが、1年足らずで売却された。

## 沿革

### 株式会社MIT
- 2012年12月 - 株式会社T-PLANとして設立。
- 2015年
  - 11月 - 商号を株式会社ミュゼプラチナムへ変更。
  - 12月10日 - ジンコーポレーションが運営していた美容脱毛事業を事業譲渡によって譲り受ける[4]。
  - 12月14日 - RVHと株式交換契約締結し、株式交換承認臨時株主総会実施[4]。
- 2016年
  - 1月4日 - 上記株式交換の効力が発生し、RVHの100％子会社になる[4]。
  - 10月26日 - RVHがグロワール・ブリエ東京とミスプレミアムの担保権を実行したと同時に、グロワール・ブリエ東京とミスプレミアムから店舗などの資産を譲受[5]。
- 2017年3月24日 - グロワール・ブリエ東京とミスプレミアムから全事業を譲受[6]。
- 2020年
  - 4月13日 - 株式譲渡に伴い、髙野友梨が筆頭株主を務めるG.Pホールディングの完全子会社となる[7]。
  - 9月8日 - 本社所在地を渋谷区代々木に移転[8]。
- 2023年
  - 4月11日 - 船井電機・ホールディングスが設立したミュゼプラチナシステムズ合同会社の完全子会社となる[9]。
  - 11月7日 - 本社所在地を港区台場に移転[8]。
- 2024年
  - 3月29日 - KOC・JAPAN株式会社がミュゼプラチナシステムズ合同会社を買収[9]。
  - 5月20日 - 商号を株式会社MITに変更[8]。
  - 5月29日 - 本社所在地を新宿区新小川町に移転[8]。
  - 6月19日 - 本社所在地を大田区蒲田に移転[8]。

### MPH株式会社
- 2024年
  - 5月20日 - 株式会社MITの会社分割により株式会社ミュゼプラチナムを設立し事業承継。
  - 9月2日 - 株式会社ミュゼプラチナムの会社分割によりMPH株式会社を設立し事業承継。
  - 9月 - グローバルブリッジファンド合同会社（GBF）が筆頭株主となる[10]。
- 2025年
  - 2月10日 - 合同会社トラストがMPHの全株式を取得、代表を含む全経営陣を交代したと主張する文書を公表[11]。
  - 3月21日 - 1か月を目処とする全店の一時休業を公表（のち5月末まで休業期間を延長）[12][13]。
  - 3月26日 - 東京地方裁判所により元の経営陣の地位を認定する仮処分申し立てが認められる[11]。
  - 3月31日 - 本社所在地を千代田区麹町に移転（GBFと同一）[14]。
  - 3月 - ミュゼプラチナム関連の商標・営業権などの知的財産権をGBFに譲渡[15]。
  - 4月4日 - 新生ミュゼプラチナムへのミュゼプラチナム運営権の譲渡を主とする事業継続計画を公表[16]。
  - 4月18日 - 新業態としてフランチャイズ形式および都度払い制の料金体系を採用する「どこでもMUSEE」の導入を公表[13]。
  - 5月1日 - 本社所在地を大田区蒲田に移転（MITと同一）[14]。
  - 5月16日 - 元従業員らが東京地方裁判所に破産手続き開始の申し立てを行う[17]。
  - 6月6日 - 法人の解散を決定し、法的清算手続きへ移行することを公表[18]。
  - 8月18日 - 上記の申し立てに基づき、東京地裁がMPHに対する破産開始決定を通告。負債総額は約260億円で、債権者は顧客を含め約20万人に上る[19]。

### 新生ミュゼプラチナム株式会社
- 2020年
  - 10月 - 株式会社ブルシエルとして設立[20]。
  - 11月 - 本社所在地を渋谷区代々木に移転[20]。
- 2023年10月 - 本社所在地を港区台場に移転[20]。
- 2024年9月 - 商号を株式会社メンズミュゼに変更[20]。
- 2025年
  - 3月10日 - GBFが経営権を取得し、商号を新生ミュゼプラチナム株式会社に変更[21]。
  - 3月13日 - 本社所在地を千代田区麹町に移転（GBFと同一）[20]。
  - 6月1日 - ミュゼプラチナムの一部店舗の運営を継承し営業を再開[22]。

| 期間                   | 商号                                                                   | 設立       | 法人番号      |
| ---------------------- | ---------------------------------------------------------------------- | ---------- | ------------- |
| 2002年8月 - 2015年12月 | 株式会社ジンコーポレーション →株式会社M&Fアセットパートナーズ          | 2002年8月  | 6380001007819 |
| 2015年12月 - 2024年5月 | 株式会社T-PLAN →株式会社ミュゼプラチナム（1代） →株式会社MIT           | 2012年12月 | 3011001092832 |
| 2024年5月 - 2024年9月  | 株式会社ミュゼプラチナム（2代）                                        | 2024年5月  | 9010401182675 |
| 2024年9月 - 2025年6月  | MPH株式会社                                                            | 2024年9月  | 3010401184925 |
| 2025年6月 -            | 株式会社ブルシエル →株式会社メンズミュゼ →新生ミュゼプラチナム株式会社 | 2020年10月 | 9380001031238 |

## 事業内容

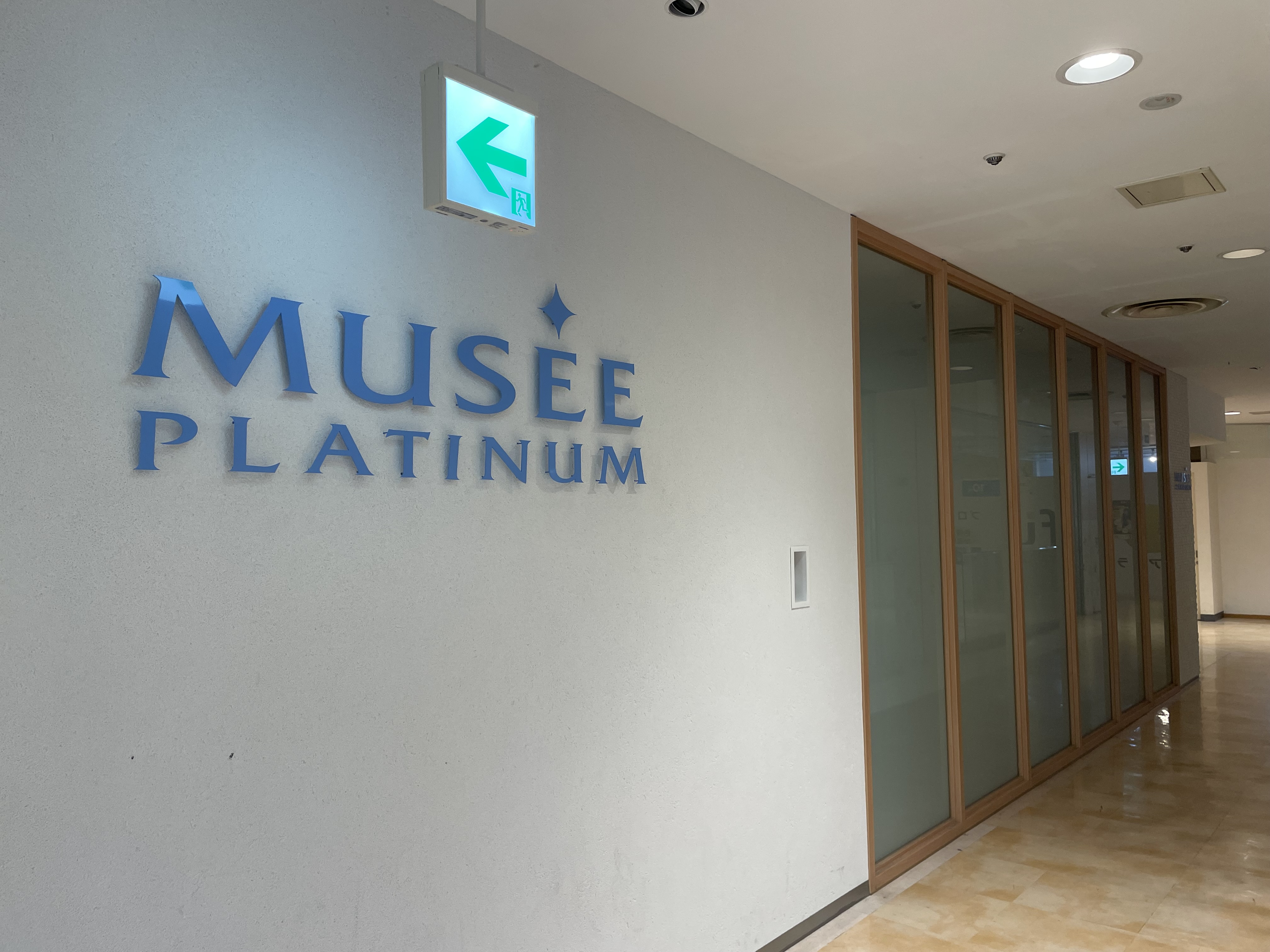
ミュゼプラチナム熊谷ニットーモール店（ニットーモール内）

### ミュゼプラチナム
女性専門の美容脱毛サロン。脱毛に特化しており、脱毛方法はS.S.C.方式による光脱毛。新生ミュゼプラチナム株式会社による運営。
2003年福島県郡山市に1号店を出店した後、全国に169店舗を展開（2022年4月時点）。同業態で国内最大であった。
2025年3月の全店一時休業を経て、再開後は全国に15店舗を展開（2025年6月現在）。

#### 出店地域詳細
- 北海道 - 1店舗
- 東北地方 - 2店舗（岩手県1、福島県1）
- 関東地方 - 2店舗（埼玉県1、神奈川県1）
- 中部地方 - 1店舗（新潟県1）
- 近畿地方 - 2店舗（京都府1、大阪府1）
- 中国地方 - 3店舗（岡山県1、広島県1、鳥取県1）
- 四国地方 - 1店舗（徳島県1）
- 九州・沖縄地方 - 3店舗（福岡県1、大分県1、沖縄県1）

#### CM出演者
イメージキャラクター・ミューズ
トリンドル玲奈 - 2011年
ラブリ - 2015年
池田エライザ - 2016年
谷まりあ - 2017年
宇垣美里 - 2020年
山之内すず - 2021年
横田真悠・久間田琳加 - 2022年
公式アンバサダー
Youplus - 2021年
くれいじーまぐねっと - 2022年
WebCM
空気階段 - 2022年
チョコンヌ（シソンヌ・チョコレートプラネット） - 2022年
蛙亭 - 2022年

### メンズミュゼプラチナム
男性専門の美容脱毛サロン。新生ミュゼプラチナム株式会社による運営。
全国に9店舗を展開（2025年6月現在）。

#### 出店地域詳細
- 北海道 - 1店舗
- 東北地方 - 1店舗（福島県1）
- 関東地方 - 3店舗（東京都2、神奈川県1）
- 中部地方 - 1店舗（愛知県1）
- 近畿地方 - 3店舗（京都府1、大阪府1）
- 九州・沖縄地方 - 1店舗（福岡県1）

#### CM出演者
イメージキャラクター
大平修蔵 - 2021年

### どこでもMUSEE
女性専門の美容脱毛サロン。フランチャイズ形式および都度払い制の料金体系を採用している。どこでもミュゼプラチナム株式会社による運営。
全国に169店舗を展開（2025年6月現在）。

#### 出店地域詳細
- 北海道 - 9店舗
- 東北地方 - 3店舗（青森県1、宮城県2）
- 関東地方 - 46店舗（茨城県2、群馬県2、埼玉県6、千葉県9、東京都20、神奈川県7）
- 中部地方 - 23店舗（石川県2、山梨県1、長野県2、岐阜県2、静岡県3、愛知県12、三重県1）
- 近畿地方 - 39店舗（滋賀県3、京都府3、大阪府18、兵庫県8、奈良県6、和歌山県1）
- 中国地方 - 7店舗（鳥取県1、岡山県1、広島県4、山口県1）
- 四国地方 - 6店舗（徳島県2、愛媛県4）
- 九州・沖縄地方 - 36店舗（福岡県23、佐賀県1、長崎県1、熊本県5、大分県1、宮崎県1、鹿児島県3、沖縄県1）

### その他
化粧品、美容商材企画・開発
ミュゼコスメ
Eコマース運営
ミュゼショッピング
miramo!（株式会社超十代と共同運営）
メディア企画・開発
ミュゼマーケティング
メディカルサービス事業
ホワイトニング
ミュゼホワイトニング（株式会社TKマネジメントと共同運営）
歯列矯正
ミュゼデンタルグループ
美容医療
ミュゼクリニック（医療法人財団匡仁会による運営）
ミュゼオンラインクリニック（株式会社メディカルオンラインによる運営）